# Shogo Nakai
Shogo Nakai (中井 昇吾 Nakai Shogo?, nacido el 19 de junio de 1984 en Shiga) es un exfutbolista japonés. Jugaba de centrocampista y su último club fue el Mito HollyHock de Japón.

## Trayectoria

### Clubes
| Club           | País  | Año         |
| -------------- | ----- | ----------- |
| Kashiwa Reysol | Japón | 2003 - 2004 |
| Mito HollyHock | Japón | 2005        |